# Fox Mulder
Pour les articles homonymes, voir Mulder et Fox.
Fox Mulder est un personnage de l'univers d'X-Files. C'est un agent du FBI qui travaille sur les affaires non classées, des affaires particulièrement étranges et mystérieuses, potentiellement liées au surnaturel et au paranormal, et donc laissées sans suite (« non classées »). Il apparaît pour la première fois dans l'épisode pilote de la série.
À l'origine, Mulder est le nom de naissance de la mère de Chris Carter. Quant à Fox, il s'agit du nom de l'un de ses amis d'enfance.
D'un naturel imaginatif, intuitif et volontiers paranoïaque, il est considéré comme étrange et excentrique par ses pairs, ce qui lui a valu le surnom de « Martien ». Par ailleurs, il est convaincu de l'existence d'une vie extraterrestre et d'un vaste complot mondial visant à cacher cette vérité. L'ensemble de la série est ainsi fondé sur cette quête impossible, chimérique, dont le point de départ est l'enlèvement de sa sœur alors qu'il n'était qu'un adolescent. Le service des affaires non classées (X-files en anglais) est, selon ses propres mots, « toute sa vie » : c'est avant tout le vecteur qui lui apportera les moyens nécessaires à la découverte de la Vérité. Il est reconnu comme un excellent agent, notamment pour ses facultés de profiler, ce qui lui a permis d'arrêter un certain nombre de dangereux criminels. Il est associé durant les 7 premières saisons à l'agent Dana Scully, puis disparaît, laissant sa place à John Doggett pour les 2 dernières saisons. Il est interprété à l'écran par David Duchovny.

## État civil
- Nom complet : Fox William Mulder
- Date de naissance : 13 octobre 1961
- Lieu de naissance : Chilmark, Massachusetts.
- Taille : 1,84 m
- Poids : 85 kg
- Cheveux : bruns
- Yeux : verts
- Adresse : 42-2630 Hegal Place, Alexandria, VA 23242
- Profession : Agent Spécial, DOJ (Ministère de la Justice américain)
- Carte FBI : JTT047101111
- I.D : #2219-526
- Situation familiale : Divorcé
  -  Parents 
    - Père biologique : L'homme à la cigarette (décédé)
    - Père civil : William Mulder (décédé)
    - Mère : Teena Mulder (décédée)

  -  Fratrie 
    - Une demi-sœur cadette (par sa mère) : Samantha Ann Mulder, née le 22 janvier 1964 et disparue le 27 novembre 1973[3]
    - Un demi-frère cadet (par son père) : l'agent Jeffrey Frank Spender

  - Paternité 
    - Jackson Van De Kamp (né William Scully) (fils hybride de Dana Scully par insémination non consentie)
- Arme : Smith & Wesson 1056 (9 mm)
- Particularité(s) : Daltonien, il ne perçoit pas le rouge [4]
- Vies antérieures : Femme juive déportée durant la seconde guerre mondiale, son fils est alors une incarnation précédente de sa sœur Samantha, son père est l'agent Scully, son mari est Melissa Riedal (personnage central de l'épisode The Field Where I Died) et l'agent de la Gestapo chargé de la déportation est Spender (l'homme à la cigarette). Mulder incarna précédemment un soldat américain en 1863, le sergent et ami de ce soldat était l'agent Scully et Sarah Kavanaugh, la femme qu'il aimait était Melissa Riedal.

## Biographie
Il passe son enfance à Quonochontaug qu'il quitte à l'âge de douze ans à la suite de la disparition de sa sœur Samantha dans des circonstances paranormales. C'est pour la retrouver qu'il a décidé de consacrer sa vie à résoudre ces affaires étranges dont le gouvernement nie officiellement l'existence.
On sait qu'en 1990, Fox Mulder est marié (peut-être à Diana Fowley), en effet on peut voir une alliance à son annulaire, et qu'il fume à l'occasion .

### Études et carrière

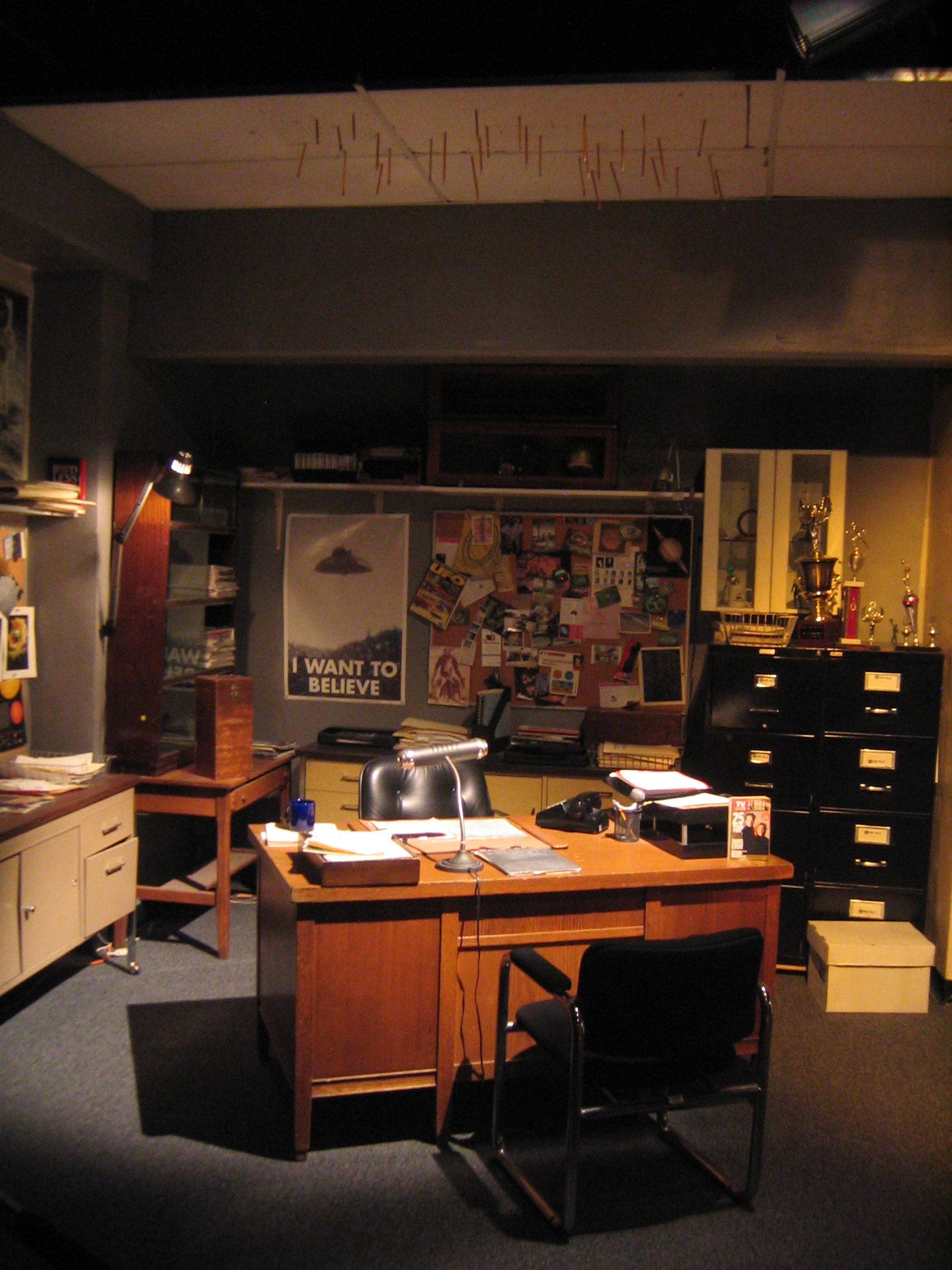
Le bureau de Mulder

De 1983 à 1986, il étudie à Oxford en Angleterre et sort premier de sa promotion avec en poche son diplôme en psychologie.
À peine sorti d'Oxford, il entre à l'Académie du FBI de Quantico. Son attitude parfois étrange et marginale lui attire le sobriquet de « Martien » qui le suit le reste de sa carrière, ce qui ne l'empêche pas, là non plus, d'être remarqué pour son talent.
En 1991, avec l'aide de l'agent Diana Fowley, il ouvre le service des affaires non classées. L'agent Fowley est mutée en Europe dans la section antiterrorisme.

### Publications
- Tueurs en série et occultisme, monographie, 1988.
- Article dans le magazine Omni sous le pseudonyme de M. F. Luder.

### Mulder et les X-files
À l'âge de 12 ans, il assiste impuissant à l'enlèvement de sa sœur Samantha. Elle est enlevée devant ses yeux par une force inconnue. Mulder garde un souvenir très flou de l'incident. C'est à la suite d'une hypnose régressive qu'il se souvient de ce qui s'est passé la nuit de l'enlèvement. Samantha semble avoir été enlevée par des extraterrestres.
Mulder passe sa vie à chercher sa sœur et ce qu'il appelle la « Vérité », en effet il est persuadé que le gouvernement américain détient des informations secrètes sur cet enlèvement.
Il fut accepté à l'école du FBI où il fut premier de sa promotion.
Sa première rencontre avec les Affaires non classées, appelées « X-Files » (dû au fait qu'« il y a toujours de la place dans les X », dixit la première secrétaire qui dut ranger ce type de dossiers) fut en 1990 : le dernier mot d'un vieil homme chez qui l'on retrouva un cadavre vidé de sa substance interne fut « Mulder ». Fox interrogea l'ex-agent du FBI qui s'était occupé de l'affaire des premiers meurtres du vieil homme, ce qui l'informa de l'importance des X-files dans le complot gouvernemental. La présence de son père dans cette histoire mystérieuse dut le pousser, ainsi que la disparition de sa sœur à ouvrir le service des affaires non classées en 1991.
C'est en 1992 que le chef de section Scott Blevins lui adjoint les services de l'agent Dana Scully, scientifique à l'esprit sceptique, dans le but d'apporter une certaine rationalité à ses travaux. Sa nature opiniâtre et instinctive en font l'un des meilleurs agents du bureau.
Mais l'agent Mulder est trop impliqué dans ses recherches, il est poussé par des motivations personnelles. Ce qui le conduit parfois à des situations extrêmes où il frise la mort.

### Traits particuliers et caractère
Mulder est un homme qui voue une véritable passion à tout ce qui touche au paranormal. Il est prêt à risquer sa vie ou passer des nuits entières à travailler s'il juge qu'une affaire en vaut la peine. Mulder passe régulièrement par des périodes d'intense activité, causée par son travail ou par une situation imprévue et stressante, ce qui a tendance à accentuer ses tendances insomniaques. Scully ne comprend d'ailleurs parfois pas ce qui le pousse à mettre autant d'énergie dans ses recherches. Cette passion dévorante limite donc sa vie sociale. Il possède peu d'amis (mais un bon nombre de contacts, ce qui lui est très utile durant l'ensemble de la série), mise à part Scully. C'est une des seules personnes en qui il a une confiance aveugle, entorse à sa célèbre devise : « trustno1 » (« n'ayez confiance en personne »).
C'est une personne assez excentrique et très intuitive, ce qui fait qu'il a souvent été mis à l'écart, et affublé d'un surnom qui résume bien ce caractère si particulier : « Le Martien ». Son intérêt pour le paranormal se fait grandissant tout au long de la série, motivé d'abord par l'enlèvement de sa sœur, puis celui de Scully et sa découverte progressive du complot mondial.
Mulder est quelqu'un de borné, amateur de blagues cyniques et de plaisanteries en tout genre (qui ne manquent pas d'arracher un sourire ou un regard incrédule, selon les cas, à sa partenaire). Mulder outrepasse volontiers la loi et les règlements s'il juge que cela est nécessaire, ce que désapprouve sa partenaire qui tente de limiter ses débordements, la plupart du temps vainement.
Il possède également un certain sens de la diplomatie, capable de convaincre un témoin ou un suspect de se confier à lui, là où la froide et académique Scully se heurte à un silence ou des mensonges. Ce dernier trait de sa personnalité est sans doute une conséquence de ses études de psychologie.
Excellent agent de terrain, il est néanmoins assez impulsif, ce qui peut l'amener à devenir violent quand il est sous pression, en particulier lorsque Scully est en danger. Très attaché à sa partenaire, il se montre parfois trop protecteur envers elle. Il se sent en effet coupable de son enlèvement (et du cancer qui en a résulté), ainsi que de la mort de sa sœur.
Mulder, quand il ne travaille pas, possède quelques autres centres d'intérêt notables. C'est un amateur de graines de tournesol, qu'il mange dans de très nombreux épisodes, il adore regarder des films X (clin d'œil au nom de la série) et lire des revues érotiques (il y est même abonné). Fait étrange, il ne dort quasiment jamais sur son lit. Il faut attendre la saison 6 pour voir sa chambre. La plupart du temps, il s'endort sur son canapé, après avoir regardé une quelconque série ennuyeuse à la télévision.
Il semble apprécier Elvis Presley puisque plusieurs clins d’oeils y font référence, notamment sa « retraite spirituelle » où il ira à Graceland durant une semaine de repos forcé par Skinner, ainsi que le fait qu’il pense qu’Elvis est encore en vie.

### L'évolution de Mulder dans la série
- 1983 - 1986 : Université d'Oxford
- 1986 : Entrée à l'académie de Quantico, où il reçoit le surnom de « martien » (« spooky » en VO).
- 1988 : Assigné à l'Unité des Crimes Violents sous la supervision de Reggie Purdue. Dès sa première affaire, il se distingue lors de la traque du pilleur de banques John Barnett.
- 16 juin 1989 : Il subit une hypnothérapie régressive menée par le Dr. Heitz Werber, à la suite de laquelle il est convaincu que sa sœur a été enlevée par des entités extra-terrestres.
- 1991 : Il persuade ses supérieurs de le muter au service des affaires non classées. Il y a pour supérieurs hiérarchiques, d'abord le chef de section Scott Blevins, haut responsable de l'Unité des Crimes Violents (qui nomme plus tard l'agent Dana Scully pour superviser son travail) puis le directeur adjoint Walter Skinner.
- 6 mars 1992 : La crainte que le travail de l’agent Mulder au service des affaires non-classées ne soit en train d’échapper à tout contrôle pousse le chef de section Blevins à assigner l’agent Dana Scully au même service, pour y devenir sa partenaire.
- 1993 :
  - Mulder découvre l'existence d'un projet sur des OVNI militaires. Sa curiosité lui cause du tort : il est enlevé par les militaires, qui pour éviter qu'il ne divulgue cette information lui lavent le cerveau.
  - Mulder est convoqué pour une audience par le chef de section Joseph McGrath au Bureau de Responsabilité Professionnelle, après avoir pénétré sur un lieu de crime sous juridiction militaire. L’accusation d’intervention dans une opération militaire et de perturbation d’une enquête en cours est portée contre lui. Toutes ces charges sont abandonnées.
- Avril 1994 : Skinner devient le supérieur direct et responsable des Affaires Non Classées.
- Mai 1994 : Walter Skinner ferme le service des Affaires Non-Classées.
- Octobre 1994 : Alex Krycek devient le nouveau partenaire de l’agent Mulder.
- Novembre 1994 : Après l’enlèvement de l’agent Scully par Duane Barry, Skinner ouvre à nouveau le service des affaires non classées. L’agent Krycek ne revient pas travailler après la disparition de l’agent Scully (qui est retrouvée plus tard dans le coma, dont elle se réveille, dans un hôpital de Washington). Première rencontre entre Mulder et l'homme à la cigarette.
- Mai 1995 : Le directeur adjoint Walter Skinner convoque Mulder, Scully et des membres du Bureau de Responsabilité Professionnelle après avoir été attaqué sans raison par l’agent Mulder. Mulder ne se présente pas à l’audience. Le lendemain, son père est abattu chez lui, en sa présence. Il devient le principal suspect de ce meurtre. Alors qu’il est sur la piste d’une cassette numérique contenant des informations sur les extraterrestres, il est laissé pour mort à la suite d'une explosion dans un wagon abandonné dans le désert. Des indiens l’ont recueilli et le soignent. Il est finalement lavé de tout soupçon après la découverte de l’implication de l’agent Krycek, en fuite, dans le meurtre de son père. On découvre également que Mulder a été drogué à son insu, ce qui explique ses dernières violences. Réhabilité, il reprend ses fonctions.
- Décembre 1995 : L’ambassade du Japon demande officiellement que l’on enquête sur le rôle joué par Mulder dans la mort de plusieurs membres du personnel diplomatique de ce pays. Il semble que la demande de l’ambassade du Japon ait été suspendue sans la moindre raison.
- Décembre 1996 : Lors d’une enquête sur un groupe terroriste, Mulder retrouve la trace d’Alex Krycek. Celui-ci le mène jusqu’à Toungouska en Sibérie, où il tombe entre les mains d’un consortium secret russe dirigé par Krycek, qui pratique des expériences sur des cobayes humains enfermés dans un goulag. Mulder subit ces expériences et est exposé à un matériel biologique extra-terrestre. Il réussit à s’échapper et à retourner aux États-Unis où l’attend une commission sénatoriale.
- Octobre 1997 : à la suite d'une commission d’évaluation professionnelle, Scully affirme que son collègue, l’agent Mulder, s’est suicidé d’une balle dans la tête. Il s’avère en fait que Mulder a fait passer le cadavre d’un agent du Pentagone, Scott Hostelof, pour le sien, en le défigurant, post mortem, d’une balle dans le visage. Mulder a dû user de cette ruse pour démasquer une taupe au sein du FBI, qui travaillait pour un groupe secret extérieur : la taupe était son supérieur hiérarchique Scott Blevins.
- Mai 1998 : Fermeture du service des Affaires Non Classées et mutation des agents Mulder et Scully à la brigade antiterrorisme.
- Juin 1998 : Mulder et Scully sont considérés responsables de la mort de quatre personnes dans l’explosion d’un immeuble à Dallas, alors qu’une alerte à la bombe avait été donnée. Mulder et Scully travaillant pour leur propre compte à la recherche de la vérité, découvrent que l’explosion avait pour but de cacher l’existence d’un virus qui engendre une Entité Biologique Extraterrestre (EBE) chez son hôte. Scully est contaminée par ce virus et enlevée par le Syndicat. Mulder part à sa recherche et la délivre en Antarctique. La responsabilité de l’explosion de l’immeuble à Dallas est reportée sur l’agent de service, Darius Mitchau, blanchissant Mulder et Scully.
- Juillet 1998 : Le bureau des affaires non classées est rouvert, mais confié aux agents Jeffrey Spender et Diana Fowley. Mulder et Scully sont mutés au bureau des affaires administratives, sous les ordres du directeur adjoint, Alvin Kersh.
- Février 1999 : Après la disparition de l’agent Spender, Mulder redevient responsable du bureau des Affaires non classées.
- Novembre 1999 : Mulder est devenu partiellement hybride en contractant une résistance au virus alien qui permet l’invasion, à la suite d'une exposition à un mystérieux artefact et au matériel extraterrestre en Sibérie deux ans plus tôt. CGB Spender (l'homme à la cigarette) l'enlève pour s'immuniser lui-même grâce à une intervention chirurgicale. Sur cette affaire, Diana Fowley trahit CGB en indiquant à l’agent Scully où se trouve son coéquipier, après que celui-ci a subi l’intervention. Fowley sera en conséquence exécutée. Cependant, le mal de Mulder est toujours présent même s’il ne semble pas en souffrir ; il cache sa maladie à ses proches.
- Février 2000 : Mulder découvre la vérité à propos de l’enlèvement de sa sœur Samantha. Elle a bien été enlevée par des extraterrestres la nuit du 22 novembre 1973 et a ensuite été recueillie au sein de la famille Spender jusqu’en 1979, où elle disparaît définitivement.
- 6 mai 2000 : Mulder apprend l’existence dans une petite ville du Massachusetts d’un « dévoreur d’âme » qui peut guérir les maladies incurables. Il décide de s’y rendre pour traiter son mal encéphalitique, avant d'y renoncer.
- Mai 2000 : En revenant sur les lieux de sa première affaire avec Scully, à Bellefleur en Oregon, Mulder est enlevé par des extra-terrestres en même temps qu’un groupe d’habitants de la ville.
- Septembre 2000 : Il est retrouvé mort par Scully, près du site d’une secte ufologique dont le responsable, un certain Absalom, est emprisonné. Fox Mulder est enterré dans la tombe familiale.
- Novembre 2000 : Le directeur adjoint Skinner découvre que d’autres enlevés laissés pour morts, ne le sont pas réellement et reviennent à la vie, mais transformés. Un virus extraterrestre les métamorphose après les avoir maintenu dans un état entre la vie et la mort durant plusieurs mois. Mulder est déterré et évite tout ceci grâce à un traitement anti-viral. Il se remet de ses blessures et est mystérieusement guéri de son mal au cerveau. Il réintègre le FBI mais pas le service des affaires non classées. John Doggett l'y remplace.
- 2001 : Alors que Mulder a du mal à s’entendre avec Doggett, il continue à travailler sur des Affaires Non-Classées. Après une affaire délicate, Mulder met le FBI dans une position gênante vis-à-vis du gouvernement, ce qui permet au directeur Alvin Kersh de renvoyer Mulder définitivement du FBI. Mulder continue tout de même à enquêter sur certaines affaires, avec l’aide de Doggett et Skinner, pour protéger Scully et son enfant. Il entretient alors une relation amoureuse avec Scully après son accouchement, puis Mulder disparaît sur les conseils de Scully et de Kersh, sa vie étant menacée.
- Mai 2002 : Alors que Mulder essaye de s’infiltrer dans une base militaire secrète afin d’y découvrir la vérité, il est arrêté par les militaires qui veulent le condamner pour le meurtre de Knowle Rohrer. Tout ceci n’est qu’un faux procès mais il aboutit tout de même à une condamnation à mort de l’intéressé. John Doggett et Skinner réussissent alors à le faire évader. Mulder part ensuite avec Scully dans le désert du Nouveau-Mexique afin d’y retrouver l'homme à la cigarette, qui est toujours vivant. Scully et Mulder se rendent à Roswell pour continuer de combattre le futur, maintenant qu'ils ont été laissés pour morts.
- 2016 : Fox Mulder est de retour au FBI, aux affaires non classées, avec sa partenaire Dana Scully, toujours sous les ordres du directeur-adjoint Walter Skinner. Il doit alors combattre une crise existentielle, l'apocalypse prévue pour 2012 ne s'étant pas produite. Commençant à croire à un vaste mensonge destiné à ne couvrir que des activités humaines, il retrouve petit à petit la foi, notamment en faisant face à son ennemi juré, l'homme à la cigarette et à une pandémie que ce dernier a déclenchée.

## Autres apparitions
- 1997 : Les Simpson (saison 8, épisode 10 : Aux frontières du réel)
- 2001 : The Lone Gunmen : Au cœur du complot (The Lone Gunmen) - saison 1, épisode 12